# Gewone huisspin

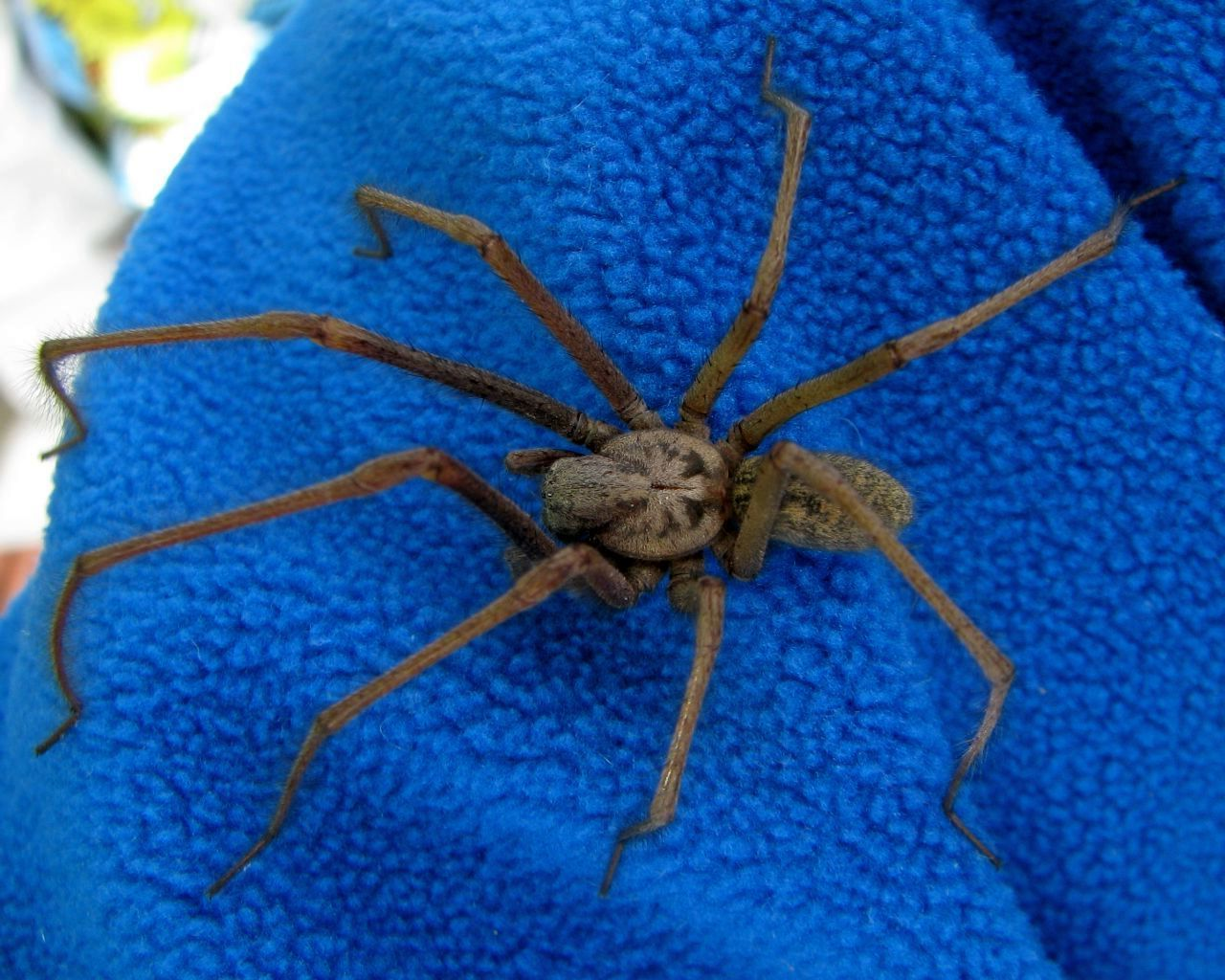

De gewone huisspin (Eratigena atrica) is een spinnensoort uit de familie trechterspinnen die in Europa voorkomt.

## Beschrijving
De vrouwtjes worden tot 18 mm groot, de mannetjes 15 mm. De kleur is hoofdzakelijk bruin. Op het kopborststuk zit een kleine markering, met drie lichte vlekken aan elke zijde. Het achterlijf heeft zo'n zelfde markering, maar dan zijn het zes vlekken. De soort werd eerst bij het geslacht Tegenaria ingedeeld, maar in 2013 heeft fylogenetisch onderzoek haar in een nieuw geslacht (Eratigena) geplaatst. De poten bij vrouwtjes kunnen 45 mm lang worden, bij mannetjes 54 mm. Leeft in en rond huizen, maar is ook in grotten of bossen aangetroffen. Alhoewel veel mensen angst ervaren bij het zien van of omgaan met de spin, is deze niet gevaarlijk voor mensen.

## Voortplanting
In de maanden april, mei en juni zijn alleen vrouwtjes te vinden en gedurende deze periode leggen ze eieren in twee tot acht zakjes. De eitjes komen na 21 dagen uit en eind augustus, na negen keer vervellen, zijn de meeste volwassen. De paartijd is van augustus tot oktober.